# Ivonne Thein
Ivonne Thein (* 1979 in Meiningen) ist eine zeitgenössische deutsche Künstlerin. Sie arbeitet mit den Medien Fotografie, Video und Mixed-Media-Installationen.

## Leben
Ivonne Thein studierte von 2003 bis 2009 an der Fachhochschule Dortmund Fotografie und Freie Kunst am Royal Melbourne Institute of Technology (RMIT) in Australien. Sie lebt und arbeitet in Berlin.
Ihre Arbeiten thematisieren den Körper im sozio-kulturellen Kontext und in Hinsicht auf seine Rolle in bilderzeugenden Medien wie Fotografie, Fernsehen und Film. Sie erforscht dabei Themen wie Gender, Schönheitsvorbilder und die Einflüsse des künstlich generierten Körpers auf das Körperbild im 21. Jahrhundert.

## Preise/Stipendien
- 2023: Publikationsförderung VG Bildkunst
- 2020/21: Stipendium Neustart Kultur / Stiftung Kunstfonds Bonn
- 2021/22: Projektstipendium Modul C, Neustart Kultur / BBK Bundesverband
- 2020/21: Stipendium Neustart Kultur / Stiftung Kunstfonds Bonn
- 2019: Arbeitsstipendium Stiftung Kunstfonds Bonn
- 2008: C/O Berlin Talent Award, C/O‘s e.V.

## Einzelausstellungen
- 2024: Hands of God, Galerie Clement, Bonn
- 2023: Techno Bodies, SOMA, Berlin
- 2018: body options, Art55 Galerija, Niš, Serbia (catalog), Serbia
- 2010: Thirty-Two Kilos, Goethe-Institut, Helsinki
- 2010: Incredible Me, Galerie Voss, Düsseldorf
- 2009: Zweiunddreißig Kilo, Künstlerhaus BBK, Ulm
- 2009: Thirty-Two kilos, Goethe-Institut, Washington, D.C.
- 2008: C|O Talents 10 / Zweiunddreißig Kilo, C|O Berlin im Postfuhramt, Berlin

## Ausstellungsbeteiligungen (Auswahl)
- 2024: Be here now, Haus am Kleistpark, Berlin, Germany
- 2023: Haut – Organ, Hülle, Archiv, ZAK, Berlin, Germany
- 2022: Réseaux-Mondes, Centre Pompidou, Paris, FRA
- 2019: DEW21 Kunstpreis, Dortmunder U, Dortmund Germany
- 2019: Auf Herz und Nieren, Museum Villa Rot, Burgrieden, Germany
- 2017: Gesichter, Deutsches Hygienemuseum Dresden, Deutschland
- 2015: Mythos Schönheit, Schlossmuseum, Linz, Österreich
- 2015: Love & Loss, Lentos Kunstmuseum, Linz, Österreich
- 2014: Body Conscious, Amelie A. Wallace Gallery, SUNY Old Westbury, New York
- 2013: boys ’n’ girls – immer wieder anders, Staatliche Kunsthalle, Karlsruhe
- 2012: Von Sinnen. Wahrnehmung in der zeitgenössischen Kunst, Kunsthalle zu Kiel, Kiel
- 2012: Hijacked Volume 2 – Australien/Deutschland, Zephyr Galerie, Mannheim
- 2012: Het Gewichtige Lichaam, Museum Boerhaave, Leiden
- 2011: Hijacked Volume 2 – Australia/Germany, John Curtin Gallery, Perth
- 2011: Hijacked Volume 2 – Australia/Germany, Anne & Gordon Samstag Museum, Adelaide
- 2011: Hijacked Volume 2 – Australia/Germany, Queensland Collage of Art Gallery, Brisbane
- 2011: Hijacked Volume 2 – Australia/Germany, Monash Gallery of Art, Melbourne
- 2010: Body, Latvian Photography Museum, Riga
- 2010: Het Gewichtige Lichaam, Museum Dr. Guislan, Gent
- 2010: Hijacked Volume 2 – Australia/Germany, Australian Centre for Photography, Sydney
- 2010: cotti e di crudi, Fiera del Levante, Bari
- 2010: Glamour, 6. International Festival of Visual Arts inSPIRACJE 2010, Szczecin
- 2010: Márgenes criticos, Estación Mapocho, Santiago
- 2009: Bin ich schön? Venus und andere Ideale in der Kunst vom 16. bis 21. Jahrhundert, Kunstsammlung der Veste Coburg
- 2009: Dark Side II – Fotografierte Gewalt, Krankheit und Tod, Fotomuseum Winterthur
- 2009: C/O Talents 2008, Deutsche Börse Art Collection, Frankfurt a. M.
- 2009: Bildschön – Schönheitskult in der aktuellen Kunst, Städtische Galerie, Karlsruhe
- 2008: Premio Internazionale Arte Laguna, Romanian Institution for Culture and Humanistic Research, Venedig
- 2007: Überblick – Konstruktionen der Wahrheit, Darmstädter Tage der Fotografie, Museum Künstlerkolonie, Darmstadt